# Équipe cycliste NSC-Mycron
L'équipe cycliste NSC-Mycron est une équipe cycliste malaisienne participant aux circuits continentaux de cyclisme et en particulier l'UCI Asia Tour. Elle fait partie des équipes continentales.

## Classements UCI
L'équipe participe aux épreuves des circuits continentaux et principalement les courses du calendrier de l'UCI Asia Tour. Les tableaux ci-dessous présente les classements de l'équipe sur les circuits, ainsi que son meilleur coureur au classement individuel
UCI Asia Tour
| Saison | Classement par équipes | Meilleur coureur au classement individuel |
| ------ | ---------------------- | ----------------------------------------- |

## Championnats nationaux
- Championnats de Malaisie sur route : 1
  - Course en ligne espoirs : 2015 (Muhamad Zawawi Azman)

## NSC-Mycron en 2016[1]

### Effectif
| Cycliste                         | Date de naissance | Nationalité | Équipe 2015 |  |
| -------------------------------- | ----------------- | ----------- | ----------- |  |
| Muhamad Zawawi Azman             | 8 mars 1994       | Malaisie    | NSC-Mycron  |  |
| Hamdan Hamidun                   | 7 août 1993       | Malaisie    |             |  |
| Irwandie Lakasek                 | 30 janvier 1995   | Malaisie    |             |  |
| Muhsin Al Redha Misbah           | 23 juillet 1997   | Malaisie    |             |  |
| Sofian Nabil Bakri               | 19 avril 1993     | Malaisie    | NSC-Mycron  |  |
| Mohamed Nazri Mohamad            | 27 décembre 1997  | Malaisie    |             |  |
| Eiman Firdaus Zamri              | 14 décembre 1987  | Malaisie    |             |  |
| Ahmad Muazzam Iman Mustafa Kamal | 6 août 1993       | Malaisie    | NSC-Mycron  |  |
| Afiq Huznie Othman               | 4 août 1996       | Malaisie    | NSC-Mycron  |  |
| Fairet Rusli                     | 13 août 1992      | Malaisie    | NSC-Mycron  |  |
| Asyraf Naim Ying                 | 28 mars 1996      | Malaisie    | NSC-Mycron  |  |
| Akmal Zakaria                    | 25 septembre 1996 | Malaisie    | NSC-Mycron  |  |

### Victoires
| Date       | Course                       | Pays     | Classe | Vainqueur            |
| ---------- | ---------------------------- | -------- | ------ | -------------------- |
| 21/10/2016 | 4e étape du Jelajah Malaysia | Malaisie | 2.2    | Muhamad Zawawi Azman |